# Сіткове (заповідне урочище)
Сіткове — один з об'єктів природно-заповідного фонду Луганської області, заповідне урочище місцевого значення.

## Розташування
Заповідне урочище розташоване на південній околиці міста Кремінна в Кремінському районі Луганської області, на території Сіткового лісництва державного підприємства «Кремінське лісомисливське господарство». Координати: 49° 03' 11" північної широти, 38° 07' 31" східної довготи.

## Історія
Заповідне урочище місцевого значення «Сіткове» оголошено рішенням виконкому Ворошиловградської обласної ради народних депутатів № 300 від 12 липня 1980 р. (в. ч.), № 247 від 28 червня 1984 р.

## Загальна характеристика
Заповідне урочище «Сіткове» загальною площею 13,0 га являє собою сосновий бір віком дерев 135 років, що зростає на супіщаних ґрунтах другої борової тераси Сіверського Дінця. Середня висота дерев — 28,0 м, середній діаметр стовбурів — 50,0 см. Ділянка є еталоном штучних насаджень на малопродуктивних супіщаних землях степової зони України.

## Рослинний світ
В заповідному урочищі домінують штучні насадження сосни звичайної. Трав'яний покрив формують куничник наземний і осока колхідська.